# انجمن حقوق بین‌الملل
انجمن حقوق بین‌الملل یک سازمان ناسودبر در بریتانیا است. بر پایه اساس‌نامه سال ۲۰۰۴ (میلادی) آرمان این انجمن، گسترش "پژوهش، شفاف‌سازی و توسعه حقوق بین‌الملل" و "پیشبرد درک بین‌المللی و احترام به حقوق بین‌الملل" است.
انجمن حقوق بین‌الملل در سال ۱۸۷۳ (میلادی) در بروکسل بلژیک پایه‌گذاری شد و هم اکنون، ستاد آن در لندن است. این انجمن هر ۲ سال یکبار، گردهمایی برگزار کرده و گزارش‌هایی را برای جامعه بین‌المللی ارائه می‌کند. درصورتیکه افراد غیر عضو بخواهند در گردهمایی‌ها شرکت کنند باید هزینه بپردازند. تا کنون ۷۸ گردهمایی برگزار شده‌است.
انجمن حقوق بین‌الملل، چندین کارگروه و گروه پژوهشی دارد که جنبه‌های ویژه حقوق بین‌الملل را بررسی می‌کنند. یافته‌های این گروه‌ها چندین‌بار در سال بین اعضا پخش می‌شوند.

## شعبه‌ها
انجمن حقوق بین‌الملل ۶۲ شعبه محلی دارد. اما هر شعبه، تنها به کشور میزبان خود خدمات می‌دهد.